# Prachanda
Prachanda (nepalski: प्रचण्ड [pɾəʦəɳɖə]) właśc. Pushpa Kamal Dahal (ur. 11 grudnia 1954 w Kaski) – nepalski polityk, lider maoistowskiej Komunistycznej Partii Nepalu oraz jej zbrojnego skrzydła Armii Wyzwolenia Ludowego. Przywódca rebelii w latach 1996–2006. 
Trzykrotny premier Nepalu w latach 2008–2009, 2016–2017 oraz 2022–2024.

## Życie osobiste i początki działalności
Prachanda spędził większą część swojej młodości w dystrykcie Chitwan w Nepalu. Jego rodzice byli braminami. W latach 70. XX w. ukończył nauki rolnicze w Institute Of Agriculture and Animal Science w Rampur, po czym pracował na projektem rozwojowym sponsorowanym przez United States Agency for International Development. Przez dwa lata pracował także jako nauczyciel w szkole średniej. 
W 1980 roku otrzymał zadanie przewodzenia Ogólnonepalskiemu Narodowemu Związkowi Wolnych Studentów. W 1986 został sekretarzem generalnym (liderem) Komunistycznej Partii Nepalu, która po różnych przekształceniach przybrała nazwę Komunistyczna Partia Nepalu (maoistowska). Prachanda ukrywał się w podziemiu nawet po przywróceniu w kraju demokracji w 1990. Jako mało znana postać, kontrolował tylko podziemne skrzydło partii podczas gdy parlamentarna reprezentacja komunistów znajdowała się pod przywództwem Baburama Bhattaraia. Dopiero od 1996 Prachanda zyskał rozgłos międzynarodowy, będąc już zupełnym liderem maoistów.

## Wojna domowa i porozumienie pokojowe
4 lutego 1996 Bhattarai wręczył rządowi, kierowanemu przez Shera Bahadurę Deubę, listę 40 żądań, grożąc powstaniem zbrojnym w razie odmowy ich spełnienia i spotkania. Postulaty odnosiły się do odrzucenia "dominacji obcego kapitału w nepalskim przemyśle", zerwania "dyskryminującego traktatu z Indiami z 1950" oraz zerwania z feudalnym systemem ziemskim. Przedstawienie postulatów było początkiem trwającej 10 lat wojny domowej. Prachanda w czasie jej trwania przewodził maoistowskim rebeliantom, którzy zdobywali kontrolę w górskich i zachodnich rejonach kraju.
22 listopada 2005 Prachanda i Sojusz 7 Partii (koalicja tworząca rząd po wyborach w 1999) zawarli "12-punktowe porozumienie". Przedstawiało ono zbieżne postulaty obu grup. Zadeklarowano, iż główną przeszkodą w rozwoju Nepalu jest monarchia i król Gyanendra Bir Bikram Shah Dev. Maoiści zobowiązali się do poszanowania wolności prasy, praw człowieka i demokracji parlamentarnej. Od czasu rozpoczęcia wojny domowej zawieszenia broni zawierane były kilkakrotnie. 26 kwietnia 2006 Prachanda ogłosił 90-dniowe zawieszenie broni ze strony maoistów. Parlament i nowy rząd Giriji Prasad Koirali poparł ten krok i rozpoczął negocjacje z maoistami, mając za podstawę porozumienie z 2005. Prachanda spotkał się z premierem Koiralą 16 czerwca 2006 i była to jego pierwsza wizyta w Katmandu od ponad dekady. Rozmowy przyniosły ostateczne porozumienie pokojowe, podpisane 21 listopada 2006, które kończyło trwającą kilka lat wojnę domową. Na mocy porozumienia w Nepalu miała zostać przyjęta nowa tymczasowa konstytucja, maoiści mieli wejść w skład rządu oraz rozwiązać swoje bojówki wojskowe, a 20 czerwca 2007 miały odbyć się demokratyczne wybory. Wybory zostały ostatecznie przeniesione na kwiecień 2008. 15 stycznia 2007 Zgromadzenie Narodowe, wybrane w 1999, przekształciło się w Tymczasowy Parlament, w skład którego obok dotychczasowych deputowanych weszli przedstawiciele partii maoistowskiej. Tego samego dnia Tymczasowy Parlament przyjął tymczasową konstytucję.

## Droga do władzy

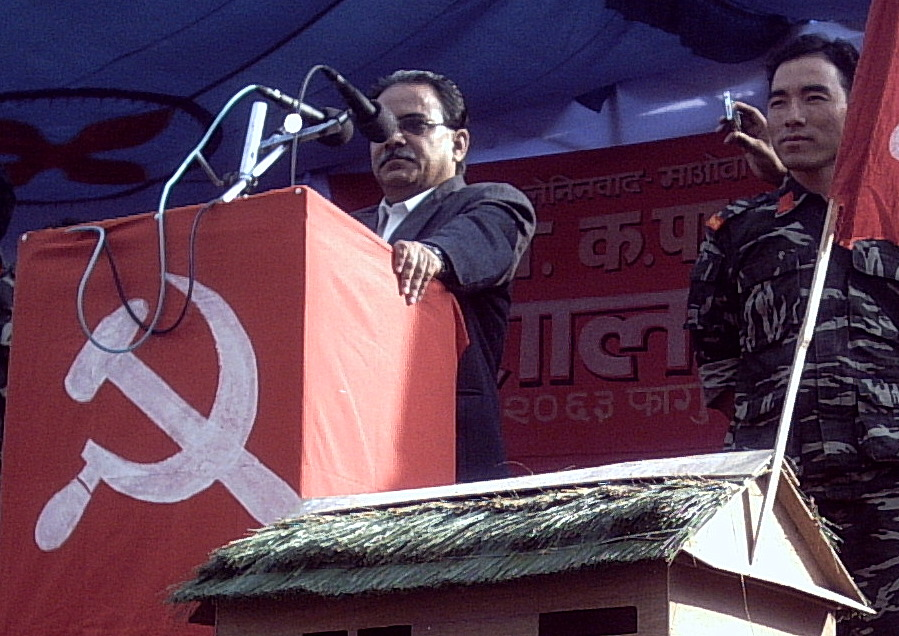
Prachanda w czasie wiecu w Pokharze.

1 kwietnia 2007 przedstawiciele Komunistycznej Partii Nepalu (M) weszli w skład rządu premiera Giriji Prasad Koirali i objęli w nim 5 stanowisk ministerialnych. Jednakże 18 września 2007 maoiści wycofali się z rządu Koirali z powodu odmowy uchwalenia przez parlament deklaracji zniesienia monarchii. 30 grudnia 2007 powrócili do rządu po tym, jak dwa dni wcześniej parlament uchwalił deklarację o zniesieniu monarchii i ustanowieniu Republiki Nepalu po wyborach parlamentarnych w kwietniu 2008.
30 kwietnia 2008 odbyły się wybory parlamentarne, w których zwyciężyła KPN(M), zdobywając 229 mandatów w 601-osobowym Zgromadzeniu Konstytucyjnym. Prachanda uzyskał elekcję z okręgu Katmandu, uzyskując dwukrotnie więcej głosów niż jego rywal z Kongresu Nepalskiego. 28 maja 2008 nowo wybrane Zgromadzenie Konstytucyjne proklamowało Nepal republiką.

## Premier
W czasie międzypartyjnych rozmów dotyczących podziału władzy po wyborach, Prachanda zapowiedział rezygnację z ubiegania się o stanowisko pierwszego prezydenta Nepalu. W zamian ogłosił gotowość sformowania rządu pod swoim przywództwem. Po długich negocjacjach, poparcia udzieliły mu ostatecznie Komunistyczna Partia Nepalu (Zjednoczenie Marksistowsko-Leninowskie) oraz Madhesi Janadhikar Forum. Kongres Nepalski wystawił własnego kandydata, Sher Bahadura Deubę. 15 sierpnia 2008 Zgromadzenie Konstytucyjne wybrało Prachandę nowym szefem rządu. Prachanda otrzymał 464 głosy poparcia, podczas gdy Deuba uzyskał 113 głosów. 18 sierpnia 2009 Prachanda został oficjalnie zaprzysiężony na stanowisku premiera. Po dojściu do władzy KPN (M) oficjalnie zrezygnowała z ideologii maoizmu deklarując że „w czasach Mao nie były rozwinięte koncepcje federalizmu i pluralizmu politycznego, a teraz mamy oba”, zmiana ideologiczna została poparta przez samego Prachandę.
Spór o przyszłość 19 tysięcy skoszarowanych bojowników maoistowskich z czasów wojny domowej, doprowadził 
na początku maja 2009 do upadku gabinetu premiera Prachandy. 3 maja 2009 premier Prachanda zdymisjonował szefa armii, generała Rookmanguda Katawala, za niewykonywanie poleceń rządu o wcielaniu byłych partyzantów maoistowskich w szeregi armii narodowej. Generał Katawal, który za cztery miesiące miał przejść na wojskową emeryturę, sprzeciwił się włączeniu maoistowskich bojowników do wojska z powodu, jak mówił, ich politycznej indoktrynacji. Na znak protestu tego samego dnia z koalicji rządowej wycofała się Komunistyczna Partia Nepalu (Zjednoczenie Marksistowsko-Leninowskie).
4 maja 2009 prezydent Ram Baran Yadav uznał działanie premiera za niekonstytucyjne i nakazał generałowi dalsze pełnienie swoich obowiązków. W rezultacie, 4 maja 2009 w telewizyjnym orędziu, premier Prachanda ogłosił rezygnację ze stanowiska szefa rządu. Premier stwierdził, że rezygnuje z urzędu "w celu ochrony demokracji i pokoju" oraz uznał "posunięcie prezydenta za atak na młodą demokrację i proces pokojowy". 23 maja 2009 na stanowisku zastąpił go Madhav Kumar Nepal.

## Dalsza działalność polityczna
W maju 2010 Komunistyczna Partia Nepalu (Maoistowska) (KPN (M)) zorganizowała 6-dniowy strajk generalny, domagając się ustąpienia rządu Madhava Kumara Nepala. Przez rok Zgromadzenie Konstytucyjne ani rząd nie zdołały opracować projektu nowej konstytucji. 28 maja 2010, kiedy mijał prawomocny termin jego uchwalenia, trzy największe partie polityczne (KPN (M), Kongres Nepalski, KPN (ZM-L)), zawarły porozumienie przedłużające o rok mandat parlamentu. Warunkiem udzielenia zgody przez KPN (M) była dymisja gabinetu Nepala i utworzenie nowego rządu jedności narodowej pod jej przewodnictwem. 30 czerwca 2010 pod wpływem żądań ze strony KPN (M), premier Madhav Kumar Nepal podał się dymisji.
Pod koniec lipca 2010 w parlamencie odbyło się pierwsze głosowanie w sprawie wyboru nowego szefa rządu. Kandydatem maoistów został Prachanda, a kandydatem Kongresu Nepalskiego - Ram Chandra Poudel. Zgromadzenie Konstytucyjne nie było jednak w stanie wyłonić zwycięzcy. Sytuacja powtórzyła się w następnych 15 rundach głosowań organizowanych w kolejnych miesiącach. W rezultacie Nepal przez ponad 7 miesięcy dalej pełnił funkcję premiera. W tej sytuacji Prachanda wycofał się z kandydowania przed 8 turą zorganizowaną 26 września 2010. Nie uczynił tego jednak Poudel, który jako jedyny kandydat brał udział w kolejnych 9 rundach głosowań, nie uzyskując za każdym razem wymaganego poparcia. Poudel wycofał swoją kandydaturę dopiero 16 stycznia 2011, co pozwoliło na wznowienie na nowo procesu wyborczego, już z nowymi kandydatami. Partia maoistowska ponownie wysunęła kandydaturę Prachandy, podobnie jak Kongres Nepalski kandydaturę Poudela. Dopiero w dniu 17 rundy głosowania 3 lutego 2011 Prachanda zrezygnował z kandydowania, a maoiści udzielili poparcia Jhala Nathowi Khanalowi, kandydatowi KPN (ZM-L), co zagwarantowało mu wybór na urząd premiera.
4 sierpnia 2016 roku po raz drugi został premierem Nepalu. Z funkcji ustąpił 7 lipca 2017 roku.
25 grudnia 2022 Prachanda został mianowany premierem po raz trzeci przez nepalską prezydent Bidya Devi Bhandari. Następnego dnia został zaprzysiężony. 2 lipca 2024 Prachanda przegrał głosowanie ws. wotum zaufania w Izbie Reprezentantów, co doprowadziło do końca jego trzeciej kadencji na stanowisku premiera.